# Thomas Middleditch
Thomas Steven Middleditch (Nelson, 10 de marzo de 1982) es un actor, comediante y guionista canadiense, conocido por su papel de Richard Hendricks en la serie de HBO Silicon Valley, por la cual fue nominado para un Premio Primetime Emmy por Mejor Actor Protagonista en una serie de comedia. Interpretó a Harold Hutchins en Captain Underpants: The First Epic Movie (2017). Middleditch también aparece en los anuncios de Verizon Wireless.

## Infancia y adolescencia
Middleditch nació y creció en Nelson, Columbia Británica. Sus padres son británicos. Fue elegido para una obra de teatro en octavo grado que dijo que "cambió todo" para él. Pasó de ser un niño de interiores que fue intimidado, a convertirse en el niño divertido y popular en la escuela secundaria. Descubrió la improvisación en la escuela primaria al actuar con Theatresports.  
Estudió en la Universidad de Victoria antes de mudarse a Toronto, donde hizo una audición y se inscribió en la Escuela de Teatro George Brown, pero nunca comenzó su curso. En su lugar, optó por hacer sketchs por su cuenta, y trabajó en una tienda New Balance para obtener dinero.  Luego se mudó a Chicago, donde tomó clases en The Second City y iO Theatre, mientras también actuaba regularmente.  Debido a problemas de inmigración, trabajó en varios trabajos en negro hasta que Charna Halpern lo patrocinó para obtener su visa de trabajo.  Mientras realizaba un crucero en Second City, obtuvo una audición para Saturday Night Live.  Aunque no obtuvo entrar en el elenco, la rutina que utilizó en su audición lo llevó a un acuerdo de retención de la cadena y se mudó a la ciudad de Nueva York.

## Carrera

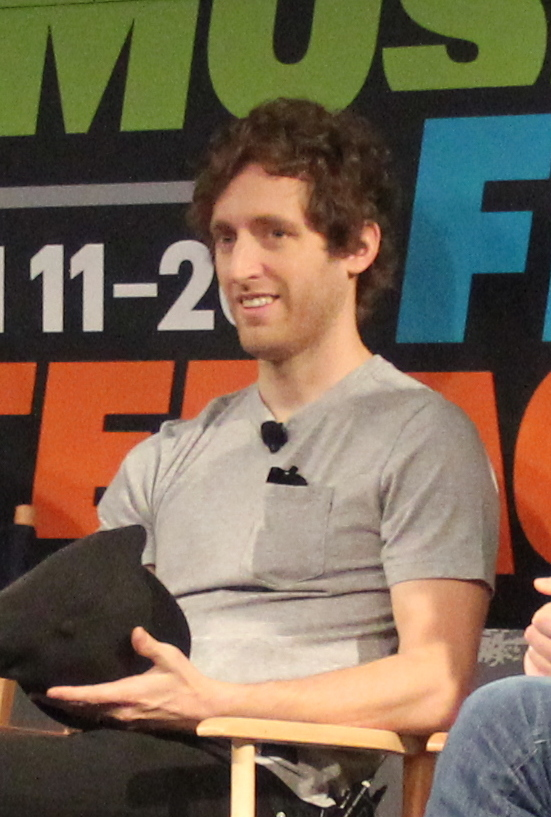
Middleditch en SXSW 2016

Mientras vivía en la ciudad de Nueva York, Middleditch comenzó a actuar en anuncios. En 2007, McDonald's compró un video sketch para Chicken McNuggets que hizo con Fernando Sosa en Chicago y lo utilizó como anuncio. Apareció en la comedia romántica de 2009 Splinterheads, interpretando el papel principal de Justin Frost. El 25 de marzo de 2010, se unió a un piloto de CBS Hitched, escrito por Josh Schwartz y dirigido por Rob Greenberg . El 5 de mayo de 2011, Middleditch hizo su primera aparición en Jake and Amir, en el episodio "Jake y Amir: Doobs". Hizo varios episodios para la serie web . 
El 31 de mayo de 2011, Middleditch se unió al elenco de la película de comedia Fun Size de Paramount Pictures, dirigida por Josh Schwartz. El 8 de agosto de 2011, se unió a Road to Nardo, una película que habría sido el debut como director de Scot Armstrong . El 12 de diciembre de 2011, se unió a The Campaign de Jay Roach, protagonizada por Will Ferrell y Zach Galifianakis .
El 23 de julio de 2012, Middleditch se unió al elenco de la película de comedia Someone Marry Barry, dirigida y escrita por Rob Pearlstein y producida por Barry Josephson . El 23 de agosto de 2012, tuvo un papel en The Office episodio de la temporada final ' ' La Granja '. Tuvo un papel en la comedia de fantasía de 2013 The Brass Teapot, dirigida por Ramaa Mosley, e interpretó a un oficial de policía en la película de comedia de 2013 CBS Films The Kings of Summer .
El 30 de enero de 2013, Middleditch se unió al piloto de comedia de HBO, Silicon Valley, interpretando a Richard Hendricks. Él ha dicho que el piloto fue escrito con él específicamente en mente como el protagonista (el personaje originalmente se llamaba Thomas Pickering; este último es el apellido de soltera de su madre). Esto fue el resultado de un sketch de audio "aleatorio" que una vez hizo para una rutina de stand-up que luego animó a sí mismo y lanzó a varias personas, incluidos los socios de producción de Mike Judge, John Altschuler y Dave Krinsky, quienes más tarde crearían el espectáculo.  
Por su trabajo en el programa, Middleditch ha obtenido dos nominaciones a los Premios Satellite y dos nominaciones a los Critics 'Choice Television Award . En 2016, Middleditch obtuvo su primera nominación al Premio Primetime Emmy por Mejor actor principal en una serie de comedia por su actuación en el programa.
El 23 de abril de 2013, fue agregado al elenco de la película de comedia Search Party, interpretando a Nardo, quien viaja a México para recuperar a su prometida. Middleditch hizo un pequeño cameo en la película de 2013 The Wolf of Wall Street como un agente que es despedido por limpiar su pecera durante el horario de oficina.  
Él ha actuado como un ladrón inconformista en el episodio "Sunday Funday" en el programa You're The Worst . En The Pete Holmes Show, interpretó a Nightcrawler y Gambit de los X-Men y Vega y Ken de Street Fighter II . El 16 de octubre de 2013, se anunció que la serie animada producida por Disney XD Penn Zero: Part-Time Hero protagonizaría a Middleditch como el héroe titular del salto del multiverso. La serie se estrenó a finales de 2014. En 2015, coprotagonizó las películas The Final Girls y The Bronze . También en 2015, comenzó a grabarse jugando a videojuegos en el sitio web Twitch .
En 2014 se unió a una serie de CollegeHumor en YouTube llamada CAMP. 
Middleditch dobló a Harold Hutchins en la película animada de DreamWorks Captain Underpants: The First Epic Movie (2017), basada en el libro de Dav Pilkey Captain Underpants . A partir de 2017, Middleditch ha aparecido en anuncios de Verizon como su portavoz. En 2019, apareció en la película de MonsterVerse Godzilla: King of the Monsters  y en el videojuego de baloncesto, NBA 2K20 .

## Vida personal
Middleditch se comprometió con la diseñadora de vestuario Mollie Gates en junio de 2015. Se casaron el 22 de agosto de 2015 en la ciudad natal de Middleditch. En una entrevista de Playboy en 2019, reveló que la pareja tiene una relación abierta y dijo que "el swing ha salvado nuestro matrimonio".
Middleditch ha descrito su propia educación como agnóstica . Creía en una "religión cristiana clásica" a una edad temprana. Se ha descrito a sí mismo como cristiano, pero también como ateo.

## Filmografía

### Película
| Año  | Título                                   | Papel                           | Notas                                                         |
| ---- | ---------------------------------------- | ------------------------------- | ------------------------------------------------------------- |
| 2009 | The Rebound                              | Disidente                       |                                                               |
| 2010 | Splinterheads                            | Justin Frost                    |                                                               |
| 2010 | The Other Guys                           | Curador de exposiciones de arte |                                                               |
| 2010 | Night Home                               | James                           | Cortometraje                                                  |
| 2011 | Certainty                                | Game Guy                        |                                                               |
| 2011 | Michel Jean-Michel: Overexposed          | Michel Jean-Michel              | Cortometraje                                                  |
| 2012 | Being Flynn                              | Ricardo                         |                                                               |
| 2012 | The Campaign                             | Travis                          |                                                               |
| 2012 | The Brass Teapot                         | Gilad                           |                                                               |
| 2012 | Fun Size                                 | Manuel Fuzzy                    |                                                               |
| 2013 | The Kings of Summer                      | Policía novato                  |                                                               |
| 2013 | The Wolf of Wall Street                  | Stratton Broker en una pajarita |                                                               |
| 2014 | Someone Marry Barry                      | Kurt                            |                                                               |
| 2014 | Search Party                             | Daniel Narducci                 |                                                               |
| 2015 | SMILF                                    | Dan                             | Cortometraje                                                  |
| 2015 | The Bronze                               | Ben Lawfort                     |                                                               |
| 2015 | The Final Girls                          | Duncan                          |                                                               |
| 2016 | Joshy                                    | Josh                            |                                                               |
| 2016 | Sunspring                                | H                               | Cortometraje                                                  |
| 2017 | Kong: Skull Island                       | alemán                          | Papel de voz                                                  |
| 2017 | Entanglement                             | Ben Layten                      |                                                               |
| 2017 | Captain Underpants: The First Epic Movie | Harold Hutchins                 | Papel de voz; también compositor de canciones para "Saturday" |
| 2017 | Once Upon a Time in Venice               | John                            |                                                               |
| 2018 | Tag                                      | Dave                            |                                                               |
| 2018 | Replicas                                 | Ed Whittle                      |                                                               |
| 2018 | Henchmen                                 | Lester                          | Papel de voz                                                  |
| 2019 | Godzilla: King of the Monsters           | Sam Coleman                     |                                                               |
| 2019 | Zombieland: Double Tap                   | Asta de bandera                 |                                                               |
| 2020 | Upward                                   | Adam Longfoot                   |                                                               |

### Televisión
| Año        | Título                      | Papel                         | Notas                                            |
| ---------- | --------------------------- | ----------------------------- | ------------------------------------------------ |
| 2010       | Robotomy                    | Voces adicionales             | Episodio: "Cosa Bling"                           |
| 2011       | Ugly Americans              | Voces adicionales             | Episodio: "Wet Demonic Summer húmedo"            |
| 2011       | Beavis and Butt-Head        | Voces adicionales             | 7 episodios                                      |
| 2011       | The League                  | Julian                        | Episodio: "La luz del Génesis"                   |
| 2011       | Fact Checkers Unit          | Kerry                         | Episodio: "Vuela como un contrafuerte"           |
| 2013       | Newsreaders                 | Micah Berkley                 | Episodio: "Auto erótico"                         |
| 2013       | The Office                  | Jeb Schrute                   | Episodio: " La granja "                          |
| 2013       | Key and Peele               | Monsieur Thénardier           | Episodio: "Les Mis"                              |
| 2013       | Trophy Wife                 | Enfermera terry               | Episodio: "Piojos y Beary White"                 |
| 2013       | The Pete Holmes Show        | Gambito / Nightcrawler        | 2 episodios                                      |
| 2014-2019  | Silicon Valley              | Richard Hendricks             | Reparto principal                                |
| 2014, 2019 | You're the Worst            | Cabecilla del inconformista   | 2 episodios                                      |
| 2014-2017  | Penn Zero: Part-Time Hero   | Penn Zero / Voces adicionales | 61 episodios; también escritor: "Ultrahyperball" |
| 2015       | Scheer-RL                   | Jeff Timons                   | Episodio: "98 grados"                            |
| 2015       | Comedy Bang! Bang!          | Él Mismo / Tim Landers        | 2 episodios                                      |
| 2015-2019  | Drunk History               | Varios                        | 3 episodios                                      |
| 2016       | Great Minds with Dan Harmon | William Shakespeare           | Episodio: "William Shakespeare"                  |
| 2016       | TripTank                    | Brujo / Llamador (voz)        | Episodio: "TripTank 2025"                        |
| 2017       | Animals.                    | Simon (voz)                   | Episodio: "Ratas".                               |
| 2017       | Rick and Morty              | Rey Tommy (voz)               | Episodio: "El ABC de Beth"                       |
| 2018-2019  | Bob's Burgers               | Alex (voz)                    | 3 episodios                                      |

### Web
| Año       | Título                 | Papel                           | Notas                                     |
| --------- | ---------------------- | ------------------------------- | ----------------------------------------- |
| 2009      | Memoirs of a Manchild  | Danny Nanners                   | 3 episodios; también escritor y productor |
| 2010      | The Back Room          | Die Antwoord                    | Episodio: "Steve Agee"                    |
| 2010-2013 | CollegeHumor Originals | Varios personajes               | 20 episodios                              |
| 2011      | Funny or Die           | Leñador                         | Episodio: "2.8"                           |
| 2011      | Matumbo Goldberg       | Lenny                           | 5 episodios                               |
| 2011-2015 | Jake and Amir          | Pene Anthony "Doobs" Doubligner | 6 episodios                               |
| 2012      | Bravest Warriors       | Profesor Fartsparkles (voz)     | Episodio: "Time Slime"                    |
| 2013      | The Funtime Gang       | Randy el mapache                | Episodio: "Piloto"                        |
| 2013      | The Morning After      | Dave                            | 5 episodios                               |
| 2016      | HarmonQuest            | Consolador bogpelt              | Episodio: "El bosque de los bosques"      |

### Videojuego
| Año  | Título   | Papel       | Notas                              |
| ---- | -------- | ----------- | ---------------------------------- |
| 2019 | NBA 2K20 | Zach Bailey | Rol de voz y captura de movimiento |

## Premios y nominaciones
| Año  | Asociación                        | Categoría                                        | Trabajo nominado | Resultado |
| ---- | --------------------------------- | ------------------------------------------------ | ---------------- | --------- |
| 2014 | Critics 'Choice Television Awards | Mejor actor de una serie de comedia              | Silicon Valley   | Nominado  |
| 2014 | Satellite Awards                  | Best Actor – Television Series Musical or Comedy | Silicon Valley   | Nominado  |
| 2015 | Critics' Choice Television Awards | Best Actor in a Comedy Series                    | Silicon Valley   | Nominado  |
| 2015 | Satellite Awards                  | Best Actor – Television Series Musical or Comedy | Silicon Valley   | Nominado  |
| 2016 | Primetime Emmy Awards             | Outstanding Lead Actor in a Comedy Series        | Silicon Valley   | Nominado  |
| 2016 | Satellite Awards                  | Best Actor – Television Series Musical or Comedy | Silicon Valley   | Nominado  |
| 2016 | Gold Derby Awards                 | Best Comedy Actor                                | Silicon Valley   | Nominado  |
| 2017 | Critics' Choice Television Awards | Best Actor in a Comedy Series                    | Silicon Valley   | Nominado  |
| 2017 | Satellite Awards                  | Best Actor – Television Series Musical or Comedy | Silicon Valley   | Nominado  |